# 航空电信网
航空电信网（英語：Aeronautical Telecommunication Network，简称ATN）是一种网络架构，允许地面与地面、空中与地面，以及航空电子数据子网之间通过共有的基于ISO OSI参考模型的接口服务和协议互操作。
ATN的地面与地面通信在欧洲部分是由PENS（泛欧洲网络服务）代表。 